# 西北史地學
西北史地學是清末民初興起的歷史地理學的學術分野，治學派別屬考據學（樸學）。起初僅為訂正《元史》，包括錢大昕、魏源等人，19世紀以來沙俄和苏联割占中国领土，元史研究演變為西北史地學。1925年王國維在清華國學研究院精研西北史地學，著作甚多。